# Петуховка (Антоновский сельсовет)
Петухо́вка (бел. Петухо́ўка) — деревня в составе Антоновского сельсовета Чаусского района Могилёвской области Республики Беларусь.

## История
В 1675 упоминается как деревня Петуховка (инача - Лазаревка) в составе Могилевской волости Оршанском повете ВКЛ.

## Население
- 2010 год — 62 человека